# Gustavo Nunan
Gustavo Nunan (22 de março de 1944 - 16 de junho de 2012) foi um ictiólogo brasileiro com atuação na área de sistemática de peixes recifais do Brasil.

## Biografia
Nascido na cidade do Rio de Janeiro, em 22 de março de 1944, Gustavo Wilson Alves Nunan completou sua Graduação (Bacharelado e Licenciatura) em Ciências Biológicas pela Universidade Santa Úrsula / Fundação Técnico-Educacional Souza Marques em 1975. Especializou-se em Sistemática e Taxonomia Zoológica pelo Plano Nacional de Zoologia / CNPq na Universidade Federal de São Carlos (1981).
Posteriormente desenvolveu seu Mestrado em Biologia Marinha pela Escola Rosenstiel de Ciência Marinha e Atmosférica da Universidade de Miami, EUA, tendo defendido sua tese em 1979. Doutorou-se pela Universidade de Newcastle upon Tyne, Inglaterra em 1992, intitulada: Composition, species distribution and zoogeographical affinities of the Brazilian reef-fish fauna..
Gustavo foi Professor Adjunto da Universidade Federal do Rio de Janeiro e Pesquisador do Setor de Ictiologia do Museu Nacional da Universidade Federal do Rio de Janeiro desde 1980. Neste período, lecionou no Programa de Pós-Graduação em Zoologia do Museu Nacional, tendo orientado diversas teses de mestrado e doutorado .
Pioneiro no estudo da ictiofauna recifal brasileira, Nunan participou em diversas expedições científicas para localidades como Atol das Rocas, Fernando de Noronha, Ilha de Trindade e Abrolhos, esta última tendo sido tema de sua tese de mestrado. Em suas pesquisas, Gustavo foi o primeiro a identificar novas espécies das famílias Gobiidae, Labrisomidae e Pomacentridae entre outras.
Em seu doutorado, apontou a importância dos montes submarinos das cadeias Vitória- Trindade e Fernando de Noronha na biogeografia de peixes recifais do Oceano Atlântico Sul.
Gustavo reallizou trabalhos de levantamento de Ictiofauna na Repressa de Juturnaíba, Rio Paraíba do Sul, Rio Tocantis, entre outros.
Além de seus estudos em taxonomia e biogeografia de peixes recifais recentes, Nunan realizou trabalhos importantes com ictiofauna de oceano profundo, ecologia e conservação de peixes, e história da Ictiologia.
Gustavo Wilson Alves Nunan faleceu na cidade do Rio de Janeiro em 16 de junho de 2012.